# Загнанськ (гміна)
Гміна Загнанськ (пол. Gmina Zagnańsk) — сільська гміна у східній Польщі. Належить до Келецького повіту Свентокшиського воєводства.
Станом на 31 грудня 2011 у гміні проживало 12900 осіб.

## Територія
Згідно з даними за 2007 рік площа гміни становила 124.37 км², у тому числі:
- орні землі: 34.00 %
- ліси: 59.00 %

Таким чином, площа гміни становить 5.53 % площі повіту.

## Населення
Станом на 31 грудня 2011:
| Опис     | Загалом | Загалом | Чоловіки | Чоловіки | Жінки | Жінки |
| -------- | ------- | ------- | -------- | -------- | ----- | ----- |
| одиниця  | осіб    | %       | осіб     | %        | осіб  | %     |
| все      | 12900   | 100     | 6358     | 49.29    | 6542  | 50.71 |
| міське   | 0       | 100     | 0        |          | 0     |       |
| сільське | 12900   | 100     | 6358     | 49.29    | 6542  | 50.71 |

## Сусідні гміни
Гміна Загнанськ межує з такими гмінами: Бліжин, Лончна, Маслув, Медзяна Ґура, Мнюв, Стомпоркув.

## Туризм
На території гміни росте дуб «Бартек» — найпопулярніше дерево у країні.